# Ван Цзинвэй
Ван Цзинвэй (кит. трад. 汪精衛, упр. 汪精卫, пиньинь Wāng Jīngwèi, Wang Ching-wei; при рождении Ван Чжаомин (кит. трад. 汪兆銘, упр. 汪兆铭, пиньинь Wāng Zhàomíng); 4 мая 1883 — 10 ноября 1944) — политик Китая, в начале своей политической карьеры принадлежавший к левому крылу Гоминьдана. Был соратником Чан Кайши, хотя имел с ним разногласия в начальный период становления диктатуры. Во время японской оккупации возглавлял коллаборационистское правительство в Нанкине, однако фактически проживал в Японии, где и умер.

## Биография
Ван Цзинвэй родился 4 мая 1883 года в уезде Саньшуй провинции Гуандун, но его родители были уроженцами пров. Чжэцзян. В 1903 году уехал на учебу в Японию, где в 1905 году вступил в ряды общества «Тунмэнхой», возглавляемого Сунь Ятсеном. В 1910 году за участие в политической деятельности был арестован и приговорен Цинским судом к пожизненному тюремному заключению. После Синьхайской революции, свергнувшей монархию в Китае, был освобожден. Получил образование во Франции (1912—1917 годы), а затем стал личным помощником Сунь Ятсена.
После смерти Сунь Ятсена с 1 июля 1925 по 15 апреля 1926 года занимал пост председателя гоминьдановского правительства в Гуанчжоу. Вступил в конфликт с Чан Кайши и возглавил левое крыло Гоминьдана. В апреле — августе 1927 года был председателем Центрального исполнительного комитета Гоминьдана и председателем правительства в Ухане. В июне 1927 года совершил государственный переворот, установив личную диктатуру.

### Лидер уханьского правительства
Во время Северного похода Ван Цзинвэй был ведущей фигурой в левой фракции Гоминьдана, которая призывала к продолжению сотрудничества с Коммунистической партией Китая. Хотя Ван тесно сотрудничал с китайскими коммунистами в Ухане, у него были серьёзные идеологические расхождения с ними, и он с подозрением относился к советникам Гоминьдана из Коминтерна. Он не верил, что коммунисты могут быть настоящими патриотами или настоящими китайскими националистами. 
В начале 1927 года, незадолго до того, как Чан Кайши захватил Шанхай и перенес столицу в Нанкин, фракция Вана объявила столицей республики Ухань. Пытаясь руководить правительством из Уханя, Ван тесно сотрудничал с ведущими коммунистическими деятелями, включая Мао Цзэдуна, Чэнь Дусю и Бородина, также принимая участие в проводимом ими перераспределением земли в пользу крестьян. Позже Ван объяснял поражение уханьского правительства чрезмерным сближением с коммунистами. Режиму Вана противостоял Чан Кай-ши, который в это время руководил чисткой коммунистов в Шанхае и призывал к наступлению дальше на север. Раскол между правительствами Ван Цзинвэя и Чан Кайши известен в Китае как «Нинханьский раскол» (кит. трад. 寧漢分裂; упр. 宁汉分裂; пиньинь: Nínghàn Fenlìe). 
Чан Кайши оккупировал Шанхай в апреле 1927 года и начал кровавую чистку подозреваемых в симпатиях к коммунистам, известную как «Белый террор». Через несколько недель после подавления Чаном коммунистов в Шанхае левое правительство Ван Цзинвэя подверглось нападению со стороны милитаристов, лояльных Чан Кайши, и быстро распалось, в результате чего Чан остался единственным лидером Китайской республики. Войска Гоминьдана, оккупировавшие территории, ранее контролировавшиеся Ваном, устроили массовые убийства коммунистов во многих районах: только вокруг Чанша за двадцать дней было убито более десяти тысяч человек. Опасаясь возмездия как симпатизировавший коммунистам, Ван публично заявил о своей лояльности Чан Кайши, а затем бежал в Европу.

### Политическая деятельность в правительстве Чан Кайши
Между 1929 и 1930 годами Ван Цзинвэй сотрудничал с Фэн Юйсяном и Янь Сишанем, чтобы сформировать центральное правительство, противостоящее правительству Чан Кайши. Ван принял участие в организованной Янь Сишанем конференции по разработке новой конституции, ему была обещана должность премьер-министра в новом правительстве. Попытки Вана помочь правительству Яня закончились, когда Чан подавил мятеж в Войне центральных равнин. 
В 1930—1931 годах вёл борьбу за власть в Гоминьдане с Чан Кайши. После примирения с Чан Кайши с 1 июля 1931 по 1 января 1932 года был председателем Исполнительной палаты и министром иностранных дел в гоминьдановском правительстве в Нанкине. В январе 1932 года занял пост премьер-министра. 1 ноября 1935 года на Вана было совершено покушение. Он был тяжело ранен и отбыл на лечение в Европу. В январе 1937 года вернулся в Китай.
В 1937—1938 годах был председателем Центрального политического совета Гоминьдана. Возглавлял в Гоминьдане сторонников сотрудничества с Японией, проводил прояпонскую политику. 

### Альянс с державами Оси
В декабре 1938 года, будучи заместителем Чан Кайши в ЦИК Гоминьдана, бежал из временной столицы Китая города Чунцин и открыто перешел на сторону японских захватчиков. За это время он был ранен в результате покушения агентов Гоминьдана. Затем Ван вылетел в Шанхай, где вступил в переговоры с японскими властями. 
Японское вторжение дало ему возможность, которую он давно искал – создать новое правительство, неподконтрольное Чан Кайши. 29 декабря того же года в Ханое внес предложение вступить в переговоры с Японией, в результате которых 30 марта 1940 года в Нанкине во главе с Ваном было создано центральное правительство Китайской Республики (в значительной степени подконтрольное Японии), которое также стали называть «национальным правительством». В ноябре 1940 года правительство Вана подписало с японцами «Китайско-японский договор» — документ, который сравнивают с «Двадцать одним требованием» Японии за ее широкие политические, военные и экономические уступки. В июне 1941 года Ван выступил с обращением по радио из Токио, в котором он похвалил Японию и подтвердил подчинение Китая ей, критикуя правительство Гоминьдана, и пообещал работать с Японской империей, чтобы противостоять коммунизму и западному империализму. 
После начала 2-й мировой войны постоянно выступал с предложением к Японии вступить в войну на её стороне. В ноябре 1942 года Япония дала согласие на вступление Китая в войну. 20 декабря 1942 года прибыл в Токио, где встречался с императором Хирохито.
9 января 1943 года объявил от имени Китайской Республики войну Великобритании и США, после чего выступил с совместной японо-китайской декларацией о ведении войны до победного конца. В 1943 году добился значительного смягчения японского оккупационного режима и расширения прав своего правительства. 20 октября 1943 года был подписан договор о японо-китайском союзе (позднее в дополнительном протоколе Япония обещала вывести свои войска с территории Китая после окончания войны). Во 2-й половине 1944 года тяжело заболел и был помещен на лечение в клинику университета в Нагое, где и скончался 10 ноября 1944 года.

## Оценка деятельности Ван Цзинвэя
Ван Цзинвэй считается в Китае изменником родины. После освобождения Китая от японской оккупации могила Ван Цзинвэя в Нанкине была уничтожена.

## Семья
Ван Цзинвэй имел 5 детей (6-й умер в младенчестве). Его дети жили в Гонконге, одна из дочерей позднее эмигрировала в США.